# Claremont (Dakota del Sud)
Claremont és una població dels Estats Units a l'estat de Dakota del Sud. Segons el cens del 2000 tenia 130 habitants, 60 habitatges, i 39 famílies. La densitat de població era de 179,3 habitants per km².